# Lasiopogon septentrionalis
Lasiopogon septentrionalis là một loài ruồi trong họ Asilidae. Lasiopogon septentrionalis được Lehr miêu tả năm 1984. Loài này phân bố ở vùng Cổ Bắc giới.